# اسان جاتا
اسان جاتا (بالإنجليزية: Assan Jatta)‏ (26 يونيو 1984 - ) هو لاعب كرة قدم غامبي في مركز الهجوم. شارك مع منتخب غامبيا لكرة القدم. أما مع النوادي، فقد لعب مع فيربرويديرينغ غيل وليرس ونادي ستيف بيكو لكرة القدم.

## وصلات خارجية
- اسان جاتا على موقع الاتحاد الدولي (مؤرشف)  (الإنجليزية)
- اسان جاتا على موقع قاعدة بيانات كرة القدم.إي يو (الإنجليزية)
- اسان جاتا على موقع عالم كرة القدم.نت (الإنجليزية)